# Alberto Jori
Alberto Jori, född 6 juni 1962 i Mantua, Italien, är en politisk teoretiker och moralfilosof, nyaristotelisk idéhistoriker, och en av de liberala tänkarna. För Jori är värden mänskliga skapelser och inte naturliga, men menade samtidigt att mänskliga värden kan hållas för sanna i alla kulturer, vilket är vad han åsyftar när han kallar sin ståndpunkt objektiv pluralism. Frihet kan innebära social orättvisa.